# Odlum Brown Vancouver Open 2009
L'Odlum Brown Vancouver Open 2009 è un torneo professionistico di tennis maschile giocato sul cemento, che faceva parte dell'ATP Challenger Tour 2009. Si è giocato a Vancouver in Canada dal 3 al 9 agosto 2009.

## Partecipanti

### Teste di serie
| Nazionalità | Giocatore         | Ranking* | Testa di serie |
| ----------- | ----------------- | -------- | -------------- |
| Stati Uniti | Rajeev Ram        | 105      | 1              |
| Germania    | Michael Berrer    | 111      | 2              |
| Cipro       | Marcos Baghdatis  | 146      | 3              |
| Israele     | Harel Levy        | 150      | 4              |
| Stati Uniti | Ryan Sweeting     | 155      | 5              |
| Sudafrica   | Kevin Anderson    | 157      | 6              |
| Svizzera    | Marco Chiudinelli | 172      | 7              |
| Australia   | Marinko Matosevic | 181      | 7              |

- Ranking al 27 luglio 2009.

### Altri partecipanti
Giocatori che hanno ricevuto una wild card:
- Philip Bester
- Devin Britton
- Taylor Dent
- Ryan Harrison
- Kevin Anderson (Special Exempt)

Giocatori passati dalle qualificazioni:
- Lester Cook
- Igor Sijsling
- Tim Smyczek
- Kaes Van't Hof

## Campioni

### Singolare
Marcos Baghdatis ha battuto in finale  Xavier Malisse con il punteggio di 6–4, 6–4.

### Doppio
Kevin Anderson /  Rik De Voest hanno battuto in finale  Ramón Delgado /  Kaes Van't Hof con il punteggio di 6–4, 6–4.